# Pectinaria vulgaris
Pectinaria vulgaris är en flockblommig växtart som beskrevs av Johann Jakob Bernhardi. Pectinaria vulgaris är enda arten i släktet Pectinaria som tillhör familjen flockblommiga växter. Inga underarter finns listade i Catalogue of Life.